# Edil
Edil (latinsko aedilis, iz aedes = tempelj) je bil naziv za enega od magistrov (državnih uradnikov) v Rimski republiki. Edili so bili odgovorni za vzdrževanje javnih zgradb (aedēs), za organizacijo državnih svečanosti in za vzdrževanje javnega reda v mestu Rimu. 
Polovica od vseh edilov je bila izbrana iz vrst plebejcev, druga polovica pa izmed patricijev in ti so imeli naziv kurulni edili (aediles curules).
Bila sta dva para edilov: prvi so bili plebejski edili (latinsko aediles plebis) in posedovanje tega naziva je bilo omejeno na plebejce; druga dva sta bila curulna edila (latinsko aediles curules), odprta za plebejce in patricije, v izmeničnem letu. Aedilis curulis so bili razvrščen kot magister curulis.
Naziv edil je bil večinoma v rokah mladih moških, ki so nameravali slediti k višim državnim položajem v sistemu znanem pod imenom cursus honorum, tradicionalno kvestor, vendar pred njihovim pretorstvom. To ni bil obvezen del cursusa, zato je bil nekdanji kvestor lahko izvoljen v pretorstvo, ne da bi imel položaj edila. Vendar pa je bil to ugoden položaj, saj je pokazal zavezo politikov, ki si prizadeva za javno službo in mu je omogočil, da organizira javne festivale in igre, kar je odličen način za povečanje njegovega priznanja in priljubljenosti.

## Zgodovina

### Plebejski edili
Plebejski edili so nastali istega leta kot ljudski tribuni (494 pr. n. št.). Prvotno namenjeni kot pomočniki tribunom, so varovali pravice plebejcev glede na njihov sedež, Ceresin tempelj. Nato so prevzeli odgovornost za vzdrževanje mestnih stavb kot celote . Njihove naloge so bile sprva samo ministerialne. Bili so pomočniki tribunov v vseh zadevah, ki bi jim jih lahko zaupali tribuni, čeprav je bila večina zadev, ki so jim bile zaupane, minimalnega pomena. Okoli leta 446 pr. n. št. so dobili pooblastilo, da skrbijo za uredbe senata (senatus consulta). Ko je bila uredba sprejeta, bi bila prepisana v dokument in deponirana v javni blagajni Aerarium. Ta pooblastila so dobili, ker so rimski konzuli, ki so imeli to moč pred tem, samovoljno zatrli in spremenili dokumente .  Ohranili so tudi dejanja plebejskega sveta (narodne skupščine), plebiscites. Plebisciti, ko so bili sprejeti, so bili tudi prepisani v fizični dokument za arhiviranje. Medtem ko so se njihove moči sčasoma povečale, ni vedno lahko razlikovati razlike med njihovimi pooblastili in močmi rimskih cenzorjev. Občasno, če cenzor ne bi mogel opraviti ene od svojih nalog, bi jo opravil edil.

### Kurulskiedili
Po Liviju (vi. 42) je po prenehanju Lex Licinia Sextia 367 pr. n. št. rimskim igram dodan dodaten dan; plebejski edili so zavrnili plačilo dodatnih stroškov, nato so se patriciji ponudili, da ga prevzamejo, pod pogojem, da so bili sprejeti v častni red. Plebejci so to ponudbo sprejeli, zato sta bila imenovana dva kurulska edila - najprej iz patricijev, nato iz patricijev in plebejcev, nazadnje pa enega - na plemenski skupščini pod predsedstvom konzula. Kurulski edil, kot formalni magister, je imel določene časti, ki jih plebejski edili (ki niso bili tehnično magistri), niso imeli. Kurulski edili so poleg tega, da so imeli pravico sedeti na stolu za kurule (sella curulis) in nositi togo praetexta, so imeli prav tako pooblastilo za izdajo ediktov (jus edicendi). Ti ukazi so se pogosto nanašali na zadeve, kot so ureditev javnih trgov ali tisto, kar bi lahko imenovali 'ekonomska ureditev'. Livij morda napačno pravi, da so bilibtako kurulski kot plebejski edili nedotakljivi. Čeprav so se kurulski edili vedno uvrstili višje kot plebejski, so se njihove funkcije postopoma približevale in postale praktično enake. V petih dneh po začetku njihovega mandata so morali štirje edili (dva plebejska, dva kurulska) določiti, z žrebom ali sporazumom med seboj, kateri del mesta bo imel kdo v pristojnost. 

### Razlike med obema
Obstajala je razlika med obema sklopoma edilov, ko je šlo za javne festivale. Nekateri festivali so bili plebejske narave in so bili zato pod nadzorom plebejskih edilov. Druge festivale je nadziral izključno Curule edil in pogosto so s temi prazniki edili obogateli. Ti so se pogosto izvajali, da bi si zagotovili podporo volivcev na prihodnjih volitvah. Ker edilu ni bil povrnjen noben od njihovih javnih izdatkov, je bila večina posameznikov, ki so prosili za naziv, zelo bogatih. Ker je bil ta naziv odskočna deska za višji naziv in senat, je pomagal zagotoviti, da so samo premožni posamezniki (večinoma lastniki zemljišč) zmagali na volitvah v visoke položaje. Ti ekstravagantni izdatki so se začeli kmalu po koncu druge punske vojne in se povečali, ko so se rimski pleni vračali iz novih vzhodnih osvajanj v Rim. Celo dekadenca cesarjev je redko presegala edile, kot je bilo mogoče videti v času Julija Cezarja. 

## Izvolitev v naziv
Plebejski edil je izvolil plebejski svet, običajno v času predsedovanja plebejskega tribuna. Curule edil je izvolila skupščina tribunov, običajno pod predsedstvom konzula. Ker so plebejske edile izvolili plebejci, in ne vsi Rimljani (plebejci in pripadniki patricijske aristokracije), niso bili tehnično magistri. Pred prihodom lex annalis bi lahko posamezniki dosegli častni naziv, ko so dopolnili sedemindvajset let. Po sprejetju tega zakona leta 180 pr. n. št. je bila določena višja starost, verjetno 35 let.  Do 1. stoletja pr. n. št. so julija izvolili edile, ki so prvič prevzeli funkcijo januarja.

## Moč naziva
Cicero (Legg. Iii. 3, 7) te funkcije deli na tri poglavja:
(1) skrb za mesto: popravilo in ohranjanje templjev, kanalizacije in vodovodov; čiščenje ulic in tlakovanje; predpisi o prometu, nevarnih živalih in propadajočih zgradbah; previdnostni ukrepi proti ognju; nadzorovanje kopeli in gostiln; uveljavljanje razveljavitvenih zakonov; kaznovanje igralcev in lovcev; skrb za splošno moralo, vključno s preprečevanjem tujih vraž in registracijo prostitucije. Kaznovali so tudi tiste, ki so imeli prevelik delež ager publicus ali pa so na državnih pašnikih zadrževali preveč goveda.
(2) skrb za preskrbo: preiskava kakovosti dobavljenih izdelkov in pravilnost uteži in mer; nakup žita za razporeditev po nizki ceni v primeru potrebe.
(3) skrb za igre: nadzor in organizacija javnih iger, pa tudi tistih, ki so jih organizirali zasebniki (npr. Na pogrebih) opravljajo na lastne stroške. Ambiciozne osebe so na ta način pogosto porabile ogromne vsote za pridobitev priljubljene naklonjenosti za uradni napredek. 

## V času imperija
Julij Cezar je v 44. pr. n. št. dodal dva plebejska edila, imenovana Cereales, katerih posebna dolžnost je bila oskrba z žiti (cereal). Pod Avgustom je urad izgubil veliko svojega pomena, njegove sodne funkcije in skrb za igre so bile prenesene na pretorja, medtem ko so bile njegove mestne odgovornosti omejene z imenovanjem praefectus urbi – upravitelja mesta. Avgust je prevzel svojo moč nad različnimi verskimi dolžnostmi. S tem, ko je odvzel moč nad templji, je uničil naziv. Po tem ukrepu je bilo malo ljudi pripravljenih imeti takšen nemočen naziv in Avgust je posameznike celo prisilil, da so imeli naziv. To je dosegel z naključnim izborom nekdanjih tribunov in kvestorjev za naziv edil. Prihodnji cesarji bi še naprej jemali moč edilom s prenosom pooblastil na novo ustanovljene pisarne. Vendar je naziv ohranil nekaj pooblastil nad razuzdanostjo in neredom, zlasti v kopališčih in bordelih, pa tudi z registracijo prostitutk. V 3. stoletju je funkcija popolnoma izginila.
V času cesarstva so rimske kolonije in mesta pogosto imela uradnike s pooblastili, podobnimi oblastem republikanskih edilov, čeprav so bile njihove oblasti zelo različne. Zdi se, kot da so jih izbirali vsako leto . Danes je na Portugalskem župana še vedno mogoče imenovati edil (npr. O edil de Coimbra, kar pomeni 'župan Coimbre'), ki se uporablja tudi v Romuniji za vse župane (npr. Edil al Bucureștiului). , kar pomeni 'župan Bukarešte'). V Španiji (in Latinski Ameriki) se člani občinskih svetov imenujejo concejales ali ediles.

## Shakespeare
V svoji predstavi Coriolanus Shakespeare omenja edile. Vendar pa so manj pomembni liki in njihova glavna vloga je, da služijo kot policisti. 